# Hyon Yong-chol
Hyon Yong-chol (Kyŏngsŏng, 11 gennaio 1949 – Pyongyang, 30 aprile 2015) è stato un generale e politico nordcoreano, che ha ricoperto la carica di Ministro delle Forze armate popolari della Corea del Nord.

## Biografia
Sono poche le informazioni che si hanno su Hyon, in particolare nella parte iniziale della sua vita. Promosso a generale nel 2010, Hyon Yong-chol è stato tra i maggiori consiglieri di Kim Jong-il.
Il 30 aprile 2015 è stato sostituito insieme ad altri 15 alti funzionari e si parlò di una sua condanna a morte, notizia in seguito messa in discussione.